# Дечја психотерапија
Дечја психотерапија или интервенције у менталном здрављу деце развиле су различите приступе током 20. века. Два различита историјска пута могу се идентификовати за данашње пружање услуга у Западној Европи и Сједињеним Државама: један кроз Покрет за вођење детета, други који потиче из психијатрије за одрасле или психолошке медицине, који је развио засебну специјалност за дечију психијатрију.

## Терминологија
Термини који описују третмане усмерене на децу могу се разликовати од једног дела света до другог, са посебним разликама у употреби таквих термина, и могу бити:
- „терапија“,
- „дечја психотерапија“
- „анализа детета“.

## Психоаналитичка дечја психотерапија
Психоаналитичку психотерапију код одојчади, деце и адолесцената углавном спроводе особе квалификоване за психоаналитичку дечију психотерапију или полазници под надзором специјалисте за лечење усмерено на децу. Недавни докази, који покривају 34 истраживачка рада (од којих је девет рандомизованих контролисаних испитивања) показали су да је психоаналитичка психотерапија посебно ефикасна за децу са следећим стањима:
- депресија
- анксиозност и поремећаји понашања
- поремећаји личности
- тешкоће у учењу
- поремећаји у исхрани
- развојна питања

Надаље, накнадна истраживања показују да се у психоаналитичкој психотерапији терапијска побољшања настављају и након завршетка саме терапије. Ово је названо "ефекат спавања".
У Великој Британији, НИЦЕ препоручује психоаналитичку психотерапију као третман заснован на доказима за трауме од сексуалног злостављања, и тешке депресије код адолесцената, након студије ИМПАЦТ.

## Психијатрија деце и адолесцената заснована на доказима
Постоје различите терапеутске процене за решавање проблема менталног здравља деце и адолесцената. Неки приступи подржани су јаким научним доказима, док неки нису. Нека истраживања сугеришу да је квалитет односа са терапеутом, а не посебан облик терапијске интервенције, најјачи фактор који помаже развоју промена.

## Психотерапија родитељ-одојче
Ако се поремети нормалан ток сигурне везаности између родитеља и одојчета, психотерапија родитељ-одојче је свеобухватан израз за описивање психотерапија које имају за циљ обнављање ове везе или рад са угроженим родитељима на превазилажењу сметњи и спречавању даљих појава. Примери ове врсте терапије укључују „Гледање, чекање, чуђење“ и психоаналитичку психотерапију родитељ-одојче. Многе од ових техника захтевају тространи однос између родитеља, детета и терапеута. Током сесија терапије, родитељ може изразити своја размишљања и осећања заснована на комбинацији различитих фактора, укључујући:

## Искуства родитеља у детињству
Очекивања и наде родитеља у будућност детета
Односи које родитељ има са другим људима
Улога терапеута је посматрач и тумач интеракције између детета и родитеља. Могао би да подели своја размишљања о понашању детета са родитељем и на тај начин понуди родитељима алтернативни начин доживљавања детета. Ова техника помаже родитељу да реши проблеме са сопственим искуством у детињству како би повратио сигурну везаност за бебу. И помаже у смањењу ризика за психопатолошки развој детета у будућности.

## Групна арт терапија
Групна уметничка терапија даје детету безбедно окружење за приступ емоцијама путем креативног медија у присуству терапеута. Ова невербална терапијска пракса ублажава стрес који дете може да осети покушавајући да пронађе речи којима би се изразило; на тај начин помаже у обнови друштвених вештина и стицању поверења у друге. Студије су такође откриле да ова пракса може ублажити ангажовање са самоповређивањем. Ова метода психотерапије је нарочито корисна за децу која показују било шта од следећег:
- Аутизам
- Аспергеров синдром
- Анксиозност и поремећаји понашања

Групна арт терапија има осам поткатегорија специфичних механизама промене. Међу њима су:
1. Облик изражавања за откривање онога што је унутра
2. Начин да постанете свесни себе
3. Начин да се формира прича о животу
4. Интегративна активација мозга кроз искуство
5. Облик истраживања и/или рефлексије
6. Специфичности уметничких материјала/техника које се нуде у арт терапији
7. Облик за вежбање и/или учење вештина
8. Арт терапија као лако доступна, позитивна и сигурна интервенција употребом уметничких материјала

Спајањем ових посебних група, настају опште групе које су следеће:
- арт терапија као облик групног процеса
- терапеутски савез у терапији уметности

Унутар овог приступа, терапеут може показати три врсте понашања; недирективно, директивно и еклектично. Не-директива се односи на следеће понашање у којем терапеут заузима став посматрања самоистраживања емоција уместо олакшавања или тумачења. Ставови директиве, међутим, следе олакшавајући образац постављајући специфична питања која ће водити уметничка дела пацијента. Имајући у виду ова два процеса, еклектик их комбинује како би истовремено створио олакшавајући и благи приступ и често користи провере емоција на почетку сесија и одјаве емоција на крају сесија.
Овај приступ усваја различите психолошке елементе као што су психо-едукација, пажљивост, психоанализа и когнитивно-аналитичке теорије. Овај чланак је покушао да анализира ефикасност ове методе на широком спектру, укључујући следеће:
- трауматски догађаји (ПТСП)
- који имају образовне потребе или инвалидитет
- деца са здравственим стањима
- деца без иједног од првих
- малолетни преступници

Уметничка терапија се може применити као холистичка терапијска пракса и за децу оболелу од рака (утиче на 1 од 285 деце у САД; 15.980 деце годишње). С обзиром на ублажавајуће ефекте којима се ова метода бави, деца су била у стању да боље разговарају о својим потребама и емоцијама са члановима породице и медицинским тимом. Резултати ове студије преносе да уметничка терапија доводи до побољшаног емоционалног и менталног благостања и побољшаних комуникацијских вештина.

## Терапија интеракције родитељ-дете (ПЦИТ)
Овај приступ има за циљ да помогне родитељима који имају децу узраста од 2 до 7 година која су склона ометајућем понашању и емоционалним потешкоћама. Терапија родитељ-дете користи две фазе, од којих свака има своје циљеве и карактеристике за стварање овог приступа. Почевши од интеракције усмерене на дете (ЦДИ), родитељи уче вештине попут хвале, вербалног размишљања, имитације, описа понашања и уживања, како би постигли циљ топлих и сигурних стилова родитељства. Друга фаза, родитељски усмерена интеракција (ПДИ), настоји да смањи оригинално ометајуће понашање које дете показује. Обе фазе су осмишљене тако да их терапеут води кроз другу собу док родитељ комуницира са својим дететом. Овај преглед је открио да одређене културне вриједности могу ометати или допринијети напретку овог приступа.